# Hochelaga—Rosemont-Est
Pour les articles homonymes, voir Hochelaga.
Circonscription électorale fédérale du Canada
Hochelaga—Rosemont-Est (auparavant Hochelaga) est une circonscription électorale fédérale canadienne située au Québec, dans la ville de Montréal. Elle existe sous le nom d'Hochelaga de 1860 (sous le régime du Canada-Uni) à 1979, puis sous les noms de Sainte-Marie de 1979 à 1984 et de Montréal—Sainte-Marie de 1984 à 1988. Dissoute en 1988, elle est récréée sous le nom d'Hochelaga en 2003 avant d'être nommée Hochelaga—Rosemont-Est à la suite du processus de redécoupage électoral fédéral de 2022.
Depuis les élections fédérales de 2025, la députée Marie-Gabrielle Ménard du Parti libéral du Canada représente la circonscription à la Chambre des communes. 

## Géographie
Elle est constituée de portions des arrondissements de Mercier–Hochelaga-Maisonneuve, Rosemont–La Petite-Patrie et Ville-Marie de la ville de Montréal. Les circonscriptions limitrophes sont Laurier—Sainte-Marie, Rosemont—La Petite-Patrie, Saint-Léonard—Saint-Michel, Honoré-Mercier, La Pointe-de-l'Île, Longueuil—Saint-Hubert et  Longueuil–Charles-LeMoyne.
La circonscription mesure 19.5 kilomètres carrés et est bordée au sud par le fleuve Saint-Laurent.

### Description du territoire
Élections Canada définit en 2024 la circonscription comme suit:
Comprend la partie de la ville de Montréal constituée :
a) de la partie de l’arrondissement de Mercier–Hochelaga-Maisonneuve située au sud-ouest d’une ligne décrite comme suit : commençant à l’intersection de la limite sud-est de la ville de Montréal avec le prolongement vers le sud-est de l’avenue Haig; de là vers le nord-ouest suivant ledit prolongement et ladite avenue jusqu’à la rue Hochelaga; de là vers le sud-ouest suivant ladite rue jusqu’au boulevard Langelier; de là vers le nord-ouest suivant ledit boulevard jusqu’à la rue Sherbrooke Est; de là vers le nord-est suivant ladite rue jusqu’à la ligne de transport d’électricité située entre les rues du Trianon et Des Groseilliers; de là vers le nord-ouest suivant ladite ligne de transport d’électricité jusqu’à la limite ouest dudit arrondissement; de là généralement vers le sud-ouest et le nord-ouest suivant ladite limite jusqu’à la rue Beaubien Est; de là vers le sud-ouest suivant ladite rue jusqu’au boulevard Langelier; de là vers le nord-ouest suivant ledit boulevard jusqu’à la limite ouest de l’arrondissement de Mercier–Hochelaga-Maisonneuve;
b) de la partie de l’arrondissement de Rosemont–La Petite-Patrie située au nord-est du boulevard Pie-IX.

## Historique
La circonscription a été initialement créée en 1860 et couvrait le centre et l'est de l'île de Montréal, soit le comté d'Hochelaga. Ses limites ont été redéfinies en 1892, 1914, 1924, 1933, 1947, 1952, 1966 et 1976. En 1979, elle prend le nom de Sainte-Marie. 
En 2004, une nouvelle circonscription d'Hochelaga a été créée à partir de sections de Hochelaga—Maisonneuve et de Laurier—Sainte-Marie. En 2013, les limites de la circonscription ont légèrement changé ; elle a perdu du territoire en faveur de Laurier—Sainte-Marie mais en a gagné sur La Pointe-de-l'Île et Honoré-Mercier.
À la suite du processus de redécoupage électoral fédéral de 2022, la circonscription d'Hochelaga est renommée Hochelaga—Rosemont-Est par décret de représentation proclamé le 22 septembre 2023. Les limites restent les mêmes sauf pour un léger ajout au nord de la rue Bélanger.

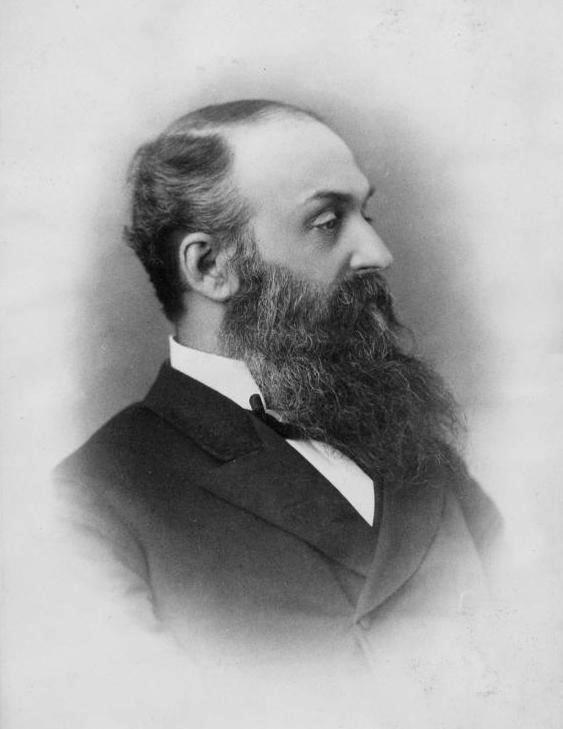
Alphonse Desjardins est député d'Hochelaga de 1874 à 1892

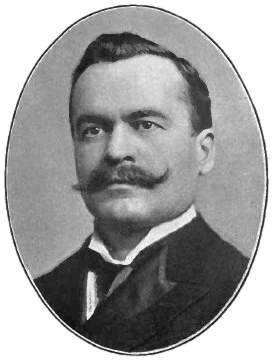
Joseph Alexandre Camille Madore est député d'Hochelaga de 1896 à 1903

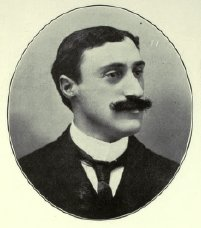
Louis Rivet est député d'Hochelaga de 1904 à 1911

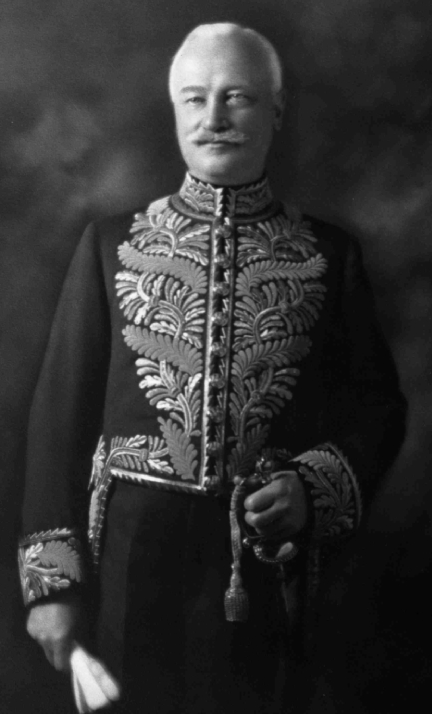
Esioff-Léon Patenaude est député d'Hochelaga de 1915 à 1917

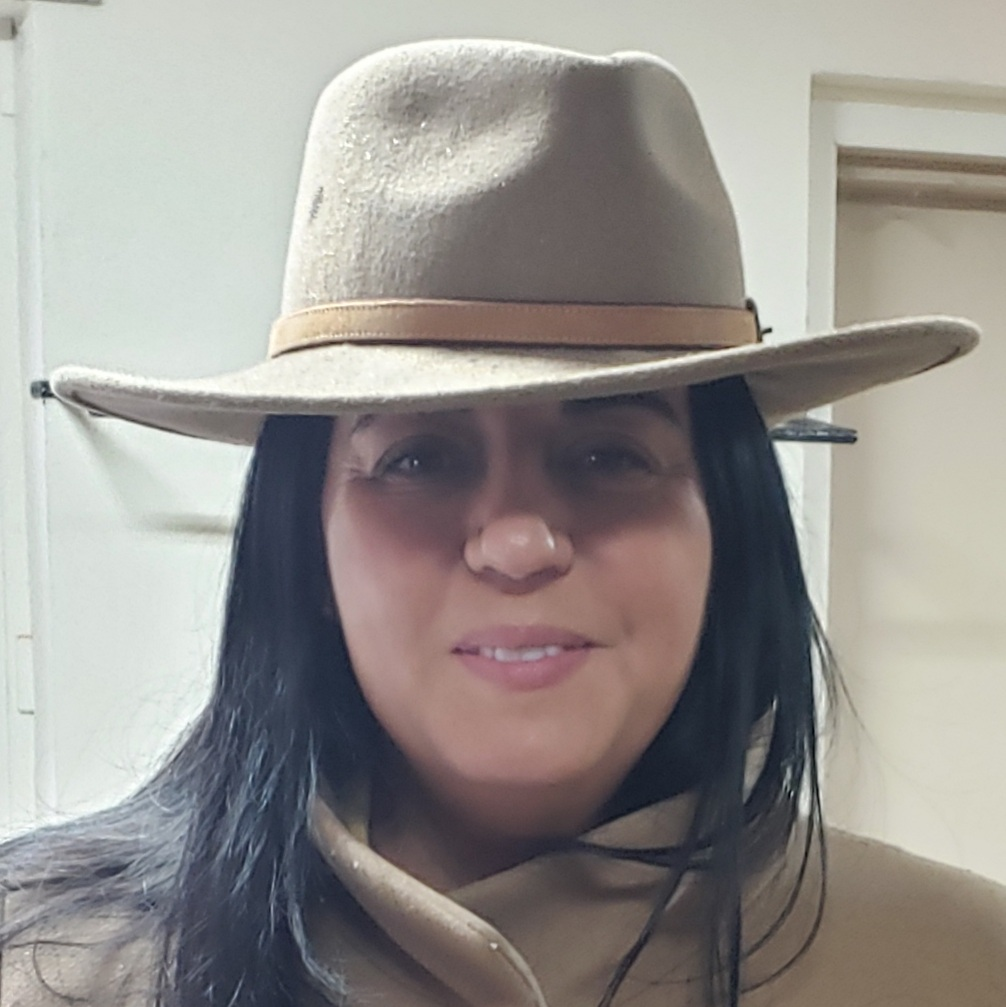
Soraya Martinez Ferrada est députée d'Hochelaga de 2019 à 2025

## Députés
| Législature                                                            | Années        | Député                          | Parti | Parti                     |
| ---------------------------------------------------------------------- | ------------- | ------------------------------- | ----- | ------------------------- |
| Hochelaga                                                              |               |                                 |       |                           |
| 1e                                                                     | 1867–1872     | Antoine-Aimé Dorion             |       | Libéral                   |
| 2e                                                                     | 1872–1874     | Louis Beaubien                  |       | Conservateur              |
| 3e                                                                     | 1874–1878     | Alphonse Desjardins             |       | Conservateur              |
| 4e                                                                     | 1878–1882     | Alphonse Desjardins             |       | Conservateur              |
| 5e                                                                     | 1882–1887     | Alphonse Desjardins             |       | Conservateur              |
| 6e                                                                     | 1887–1891     | Alphonse Desjardins             |       | Conservateur              |
| 7e                                                                     | 1891–1892     | Alphonse Desjardins             |       | Conservateur              |
| 7e                                                                     | 1892-1896     | Séverin Lachapelle              |       | Conservateur              |
| 8e                                                                     | 1896–1900     | Joseph Alexandre Camille Madore |       | Libéral                   |
| 9e                                                                     | 1900–1903     | Joseph Alexandre Camille Madore |       | Libéral                   |
| 9e                                                                     | 1903-1904     | Louis-Alfred-Adhémar Rivet      |       | Libéral                   |
| 10e                                                                    | 1904–1908     | Louis-Alfred-Adhémar Rivet      |       | Libéral                   |
| 11e                                                                    | 1908–1911     | Louis-Alfred-Adhémar Rivet      |       | Libéral                   |
| 12e                                                                    | 1911–1915     | Louis Coderre                   |       | Conservateur              |
| 12e                                                                    | 1915-1917     | Esioff-Léon Patenaude           |       | Conservateur              |
| 13e                                                                    | 1917–1921     | Édouard-Charles St-Père         |       | Libéral                   |
| 14e                                                                    | 1921–1925     | Édouard-Charles St-Père         |       | Libéral                   |
| 15e                                                                    | 1925–1926     | Édouard-Charles St-Père         |       | Libéral                   |
| 16e                                                                    | 1926–1930     | Édouard-Charles St-Père         |       | Libéral                   |
| 17e                                                                    | 1930–1935     | Édouard-Charles St-Père         |       | Libéral                   |
| 18e                                                                    | 1935–1940     | Édouard-Charles St-Père         |       | Libéral                   |
| 19e                                                                    | 1940–1945     | Raymond Eudes                   |       | Libéral                   |
| 20e                                                                    | 1945-1949     | Raymond Eudes                   |       | Libéral                   |
| 21e                                                                    | 1949–1953     | Raymond Eudes                   |       | Libéral                   |
| 22e                                                                    | 1953–1957     | Raymond Eudes                   |       | Libéral                   |
| 23e                                                                    | 1957–1958     | Raymond Eudes                   |       | Libéral                   |
| 24e                                                                    | 1958–1962     | Raymond Eudes                   |       | Libéral                   |
| 25e                                                                    | 1962–1963     | Raymond Eudes                   |       | Libéral                   |
| 26e                                                                    | 1963–1965     | Raymond Eudes                   |       | Libéral                   |
| 27e                                                                    | 1965–1968     | Gérard Pelletier                |       | Libéral                   |
| 28e                                                                    | 1968–1972     | Gérard Pelletier                |       | Libéral                   |
| 29e                                                                    | 1972–1974     | Gérard Pelletier                |       | Libéral                   |
| 30e                                                                    | 1974–1975     | Gérard Pelletier                |       | Libéral                   |
| 30e                                                                    | 1975-1977     | Jacques Lavoie                  |       | Progressiste-conservateur |
| 30e                                                                    | 1977-1979     | Jacques Lavoie                  |       | Libéral                   |
| Sainte-Marie                                                           |               |                                 |       |                           |
| 31e                                                                    | 1979–1980     | Jean-Claude Malépart            |       | Libéral                   |
| 32e                                                                    | 1980–1984     | Jean-Claude Malépart            |       | Libéral                   |
| Montréal—Sainte-Marie                                                  |               |                                 |       |                           |
| 33e                                                                    | 1984–1988     | Jean-Claude Malépart            |       | Libéral                   |
| Dissoute parmi Laurier—Sainte-Marie, Hochelaga—Maisonneuve et Rosemont |               |                                 |       |                           |
| Hochelaga Recréée de Hochelaga—Maisonneuve et Laurier—Sainte-Marie     |               |                                 |       |                           |
| 38e                                                                    | 2004–2006     | Réal Ménard                     |       | Bloc québécois            |
| 39e                                                                    | 2006–2008     | Réal Ménard                     |       | Bloc québécois            |
| 40e                                                                    | 2008–2009     | Réal Ménard                     |       | Bloc québécois            |
| 40e                                                                    | 2009–2011     | Daniel Paillé                   |       | Bloc québécois            |
| 41e                                                                    | 2011–2015     | Marjolaine Boutin-Sweet         |       | Néo-démocrate             |
| 42e                                                                    | 2015–2019     | Marjolaine Boutin-Sweet         |       | Néo-démocrate             |
| 43e                                                                    | 2019–2021     | Soraya Martinez Ferrada         |       | Libéral                   |
| 44e                                                                    | 2021–2025     | Soraya Martinez Ferrada         |       | Libéral                   |
| Hochelaga—Rosemont-Est                                                 |               |                                 |       |                           |
| 45e                                                                    | 2025–en cours | Marie-Gabrielle Ménard          |       | Libéral                   |

## Résultats électoraux

### Tendances

#### Répartition des voix obtenu par les principaux partis
|                                                                                            |
| - Parti libéral - Parti conservateur - NPD - Bloc québécois - Parti vert - Parti populaire |